# 臺北市中山區的里列表

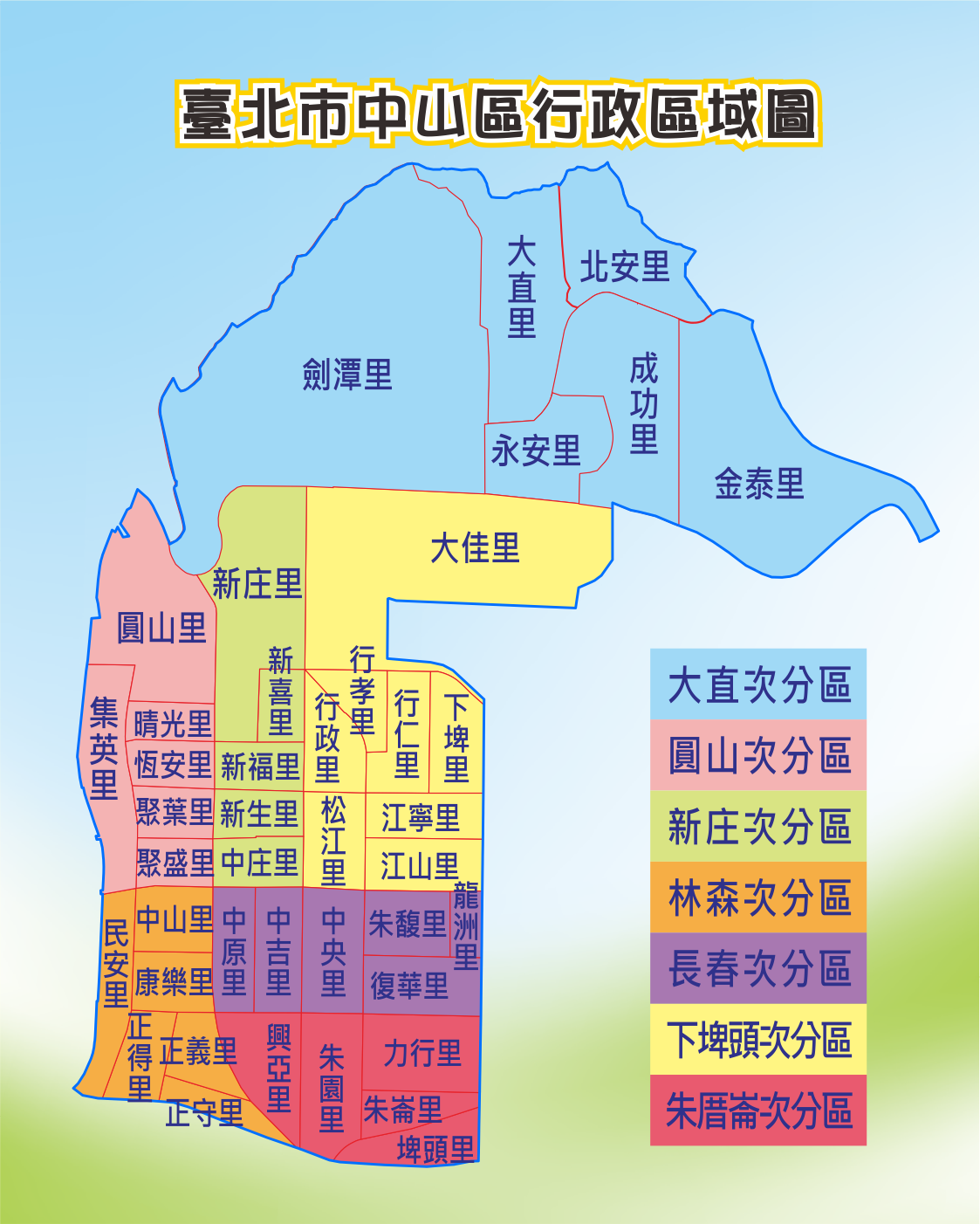

臺北市中山區的里列表列出中山區所轄里的名稱、約略位置及鄰數。其中，依法制仿自保甲制度的鄰，為制式之約100戶一鄰，如20鄰即約為2000戶，依一戶平均二至三人推算，則有4000人至6000之譜。
與台北市其他區里相同，中山區各里均設里長與里幹事一名，里長為直接民選，四年一任。除此，因為中山區跨市區與郊區，各里區劃面積從不足100至500平方公尺(M2)以上都有，這裡面又以橫跨劍潭山的劍潭面積最為廣闊。
| 里名 | 位置                                             | 鄰数 |
| ---- | ------------------------------------------------ | ---- |
| 中原 | 吉林路中段及附近區域，與中山里等交接               | 18   |
| 正守 | 市民大道2段及附近區域，與中正區交接              | 13   |
| 正義 | 南京東路前段及附近區域，與正守等里交接           | 17   |
| 正得 | 中山北路1段末及附近區域，與中正區交接            | 16   |
| 民安 | 民生西路前段，與中山區和大同區均有交接           | 21   |
| 康樂 | 林森北路中段，轄內為舊14及15號公園               | 16   |
| 中山 | 中山北路2段中段及附近區域，為舊社區。            | 26   |
| 聚盛 | 民生東路1段前段及附近區域                        | 17   |
| 集英 | 錦西街前段及附近區域                             | 24   |
| 聚葉 | 林森北路後段及附近區域，與中正區交接             | 19   |
| 恒安 | 雙城街及附近區域，區域有中山國小                 | 15   |
| 晴光 | 雙城街中段及附近區域，區域有晴光市場             | 15   |
| 圓山 | 林森北路後段及附近區域，區域有圓山公園與圓山遺跡 | 15   |
| 新   | 德惠街及附近區域，行天宮附近                     | 21   |
| 劍潭 | 通北街及附近區域，包含廣闊之劍潭山               | 22   |
| 大直 | 北安路後段一部份及附近區域，與成功等里交接       | 35   |
| 成功 | 北安路後段一部份及附近區域，與大直等里交接       | 14   |
| 永安 | 北安路後段一部份及附近區域，與成功等里交接       | 34   |
| 大佳 | 松江路後段及附近區域，轄區內有大佳河濱公園       | 8    |
| 北安 | 北安路後段及附近區域，下區內有北安公園           | 12   |
| 金泰 | 敬業三路及河川新生地附近區域，靠近美麗華百樂園   | 14   |
| 新喜 | 吉林路後段及附近區域                             | 20   |
| 新福 | 中原街及附近區域                                 | 20   |
| 松江 | 松江路中段及附近區域                             | 23   |
| 新生 | 松江路後段及附近區域，靠近新生北路               | 22   |
| 中   | 吉林路中段及附近區域                             | 21   |
| 行政 | 民權東路2段及附近區域，轄內有中山區行政中心      | 19   |
| 行仁 | 龍江路後段及附近區域，靠近榮星花園               | 31   |
| 行孝 | 建國北路3段中段及附近區域                        | 16   |
| 下埤 | 龍江路後段及附近區域，與松山內湖區均有交接       | 21   |
| 江寧 | 合江街中段一部份及附近區域，與松山區交接         | 24   |
| 江山 | 合江街中段一部份及附近區域，與松山區交接         | 26   |
| 中吉 | 松江路中段一部份及附近區域，位於中山區中央       | 24   |
| 中原 | 吉林路中段一部份及附近區域                       | 13   |
| 興亞 | 吉林路前段一部份及附近區域                       | 24   |
| 中央 | 建國北路2段及其附近區域                          | 17   |
| 朱馥 | 龍江路中段一部份及附近區域，與中央等里交接       | 27   |
| 龍洲 | 民生東路3段及附近區域                            | 28   |
| 朱園 | 建國北路一段前段，與大安區中正區均有交接         | 23   |
| 埤頭 | 安東街前段及附近區域，古時有水埤                 | 17   |
| 朱崙 | 龍江路前段，古時為小山坡                         | 16   |
| 力行 | 龍江路中段及附近區域，與松山區交接               | 30   |
| 復華 | 遼寧街及附近區域，轄區內有台北大學台北校區       | 23   |